# Кройт
Кройт (нем. Kreuth) — община в Германии, курорт, расположен в земле Бавария.
Подчиняется административному округу Верхняя Бавария. Входит в состав района Мисбах. Население составляет 3741 человек (на 31 декабря 2010 года). Занимает площадь 122,26 км².